# Epiduroscopia
L'epiduroscopia o endoscopia spinale è una tecnica diagnostica e chirurgica miniinvasiva usata per la diagnosi ed il trattamento del dolore alla schiena, sia acuto che cronico.
Una microsonda flessibile a fibre ottiche viene introdotta nel canale epidurale attraverso il coccige e permette di visualizzare, ispezionare ed intervenire direttamente sulle strutture anatomiche interessate dal dolore.
Permette la rimozione e la rottura di aderenze che possono legare il midollo spinale ed essere alla base del dolore.